# Lovie Simone
Lovie Simone, född 29 november 1998, är en amerikansk skådespelare.
Simone har bland annat medverkat i TV-serierna Manhunt och Greenleaf.

## Filmografi (i urval)
- 2016–2020 – Greenleaf (TV-serie)
- 2024 – Manhunt (TV-serie)
- 2025 – Forever (TV-serie)